# Месје 64
Месје 64 (М64) је спирална галаксија у сазвежђу Береникина коса која се налази у Месјеовом каталогу објеката дубоког неба.
Деклинација објекта је + 21° 40' 59" а ректасцензија 12h 56m 43,8s. Привидна величина (магнитуда) објекта М64 износи 8,5 а фотографска магнитуда 9,3. Налази се на удаљености од 5,439 милиона парсека од Сунца. М64 је још познат и под ознакама NGC 4826, UGC 8062, MCG 4-31-1, CGCG 130-1, KARA 559, IRAS 12542+2157, Black Eye galaxy, PGC 44182.